# انتخابات الرئاسة الأرجنتينية 1860
انتخابات الرئاسة الأرجنتينية 1860 هي انتخابات رئاسية جرت في 1860، في الأرجنتين.
فاز بالانتخابات سانتياغو ديركي.